# Белобрад гибон
Белобрад гибон (Hylobates albibarbis) е вид бозайник от семейство Гибони (Hylobatidae). Видът е застрашен от изчезване.

## Разпространение
Разпространен е в Индонезия (Калимантан).